# Бодрешти (Алба)
Бодрешти (рум. Bodrești) насеље је у Румунији у округу Алба у општини Чуруљаса. Oпштина се налази на надморској висини од 897 m.

## Становништво
Према подацима из 2002. године у насељу је живело 31 становника, од којих су сви румунске националности.